# Miami County (Kansas)
Miami County is een county in de Amerikaanse staat Kansas.
De county heeft een landoppervlakte van 1.494 km² en telt 28.351 inwoners (volkstelling 2000). De hoofdplaats is Paola.

## Bevolkingsontwikkeling

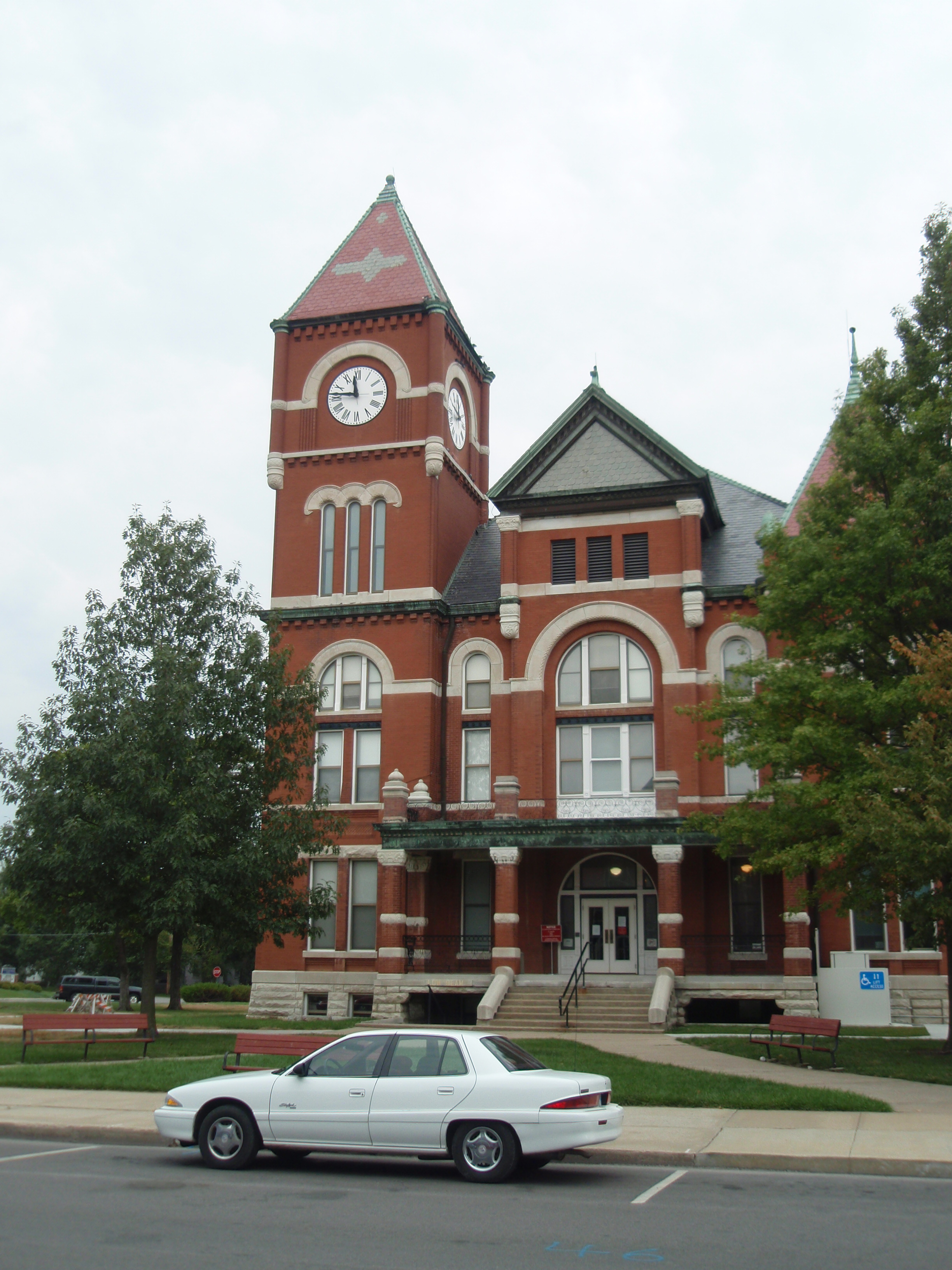
Miami County Courthouse